# Husein Kavazović
Husein ef. Kavazović (Gradačac, 3. srpnja 1964.), bošnjački je teolog, trenutačni 13. po redu reis-ul-ulema u Bosni i Hercegovini.

## Životopis
Husein ef. Kavazović je rođen 3. srpnja 1964. godine u Jelovče Selu kod Gradačca, u Bosni i Hercegovini. Osnovno obrazovanje stekao je u rodnom mjestu, a Gazi Husrev-begovu medresu u Sarajevu je završio 1983. godine. Na Šerijatskom fakultetu Sveučilišta Al-Azhar u Kairu je studirao u razdoblju od 1985. do 1990. godine. Magistarski rad i doktorsku disertaciju obranio je na Fakultetu islamskih znanosti u Sarajevu, iz područja šerijatskog prava.
Radno iskustvo stjecao je kao imam, hatib i mualim u džematima u Srebreniku i Gradačcu. Obavljao je dužnost muftije tuzlanskog u razdoblju od 1993. do 2012. godine. Nedugo nakon imenovanja na položaj muftije tuzlanskog, zajedno s još devet članova delegacije Okruga Tuzla biva zarobljen u Konjicu i odveden u logor HVO-a, a odatle predan u logor Vojske bosanskih Srba. Nakon sedam mjeseci ponovo je na slobodi i vraća se u Tuzlu.
Kao muftija tuzlanski posebno je zaslužan za obnovu i rad Tuzlanskog muftiluka i Behram-begove medrese u Tuzli. Svojim zalaganjem je doprinio podizanju zgrade Biblioteke Behram-beg u Tuzli. Jedan je od pokretača Centra za rehabilitaciju ovisnika o psihoaktivnim supstancama u Smolućoj kod Lukavca, prve ustanove za rehabilitaciju ovisnika u okviru Islamske zajednice u Bosni i Hercegovine. Radio je na pokretanju i razvoju Agencije za certificiranje halal kvalitete Islamske zajednice u Bosni i Hercegovini. Učestvovao je u obnovi i izgradnji velikog broja džamija u bosanskom Podrinju i bosanskoj Posavini.
Istovremeno, snažno se angažirao i na zbrinjavanju prognanog i izbjeglog stanovništva iz Istočne Bosne tokom agresije, a potom i u obnavljanju infrastrukture Islamske zajednice u Bosni i Hercegovini i povratku muslimana u mjesta iz kojih su protjerani. Bio je član i predsjednik Savjetodavne radne grupe za definiranje sadržaja u izradi projektne dokumentacije za kompleks Memorijalnog centra Potočari-Srebrenica.
Godine 2012. izabran je za reis-ul-ulemu Islamske zajednice u Bosni i Hercegovini. U njegovom mandatu na položaju reis-ul-uleme Islamska zajednica u Bosni i Hercegovini provela je izmjene Ustava i značajne reforme u mnogim područjima djelovanja Islamske zajednice u Bosni i Hercegovini, Hrvatskoj, Sloveniji, Srbiji i bošnjačkoj muslimanskoj dijaspori. Obnovljene su džamije Ferhadija u Banjoj Luci i Aladža u Foči, te otvorena novoizgrađena Ljubljanska džamija. 
Govori arapski i služi se engleskim jezikom.

## Prijetnje
Husein ef. Kavazović je često meta prijetnji vehabija i islamskih radikala. 
Krajem 2015. godine Kavazoviću je islamski ekstremist Abdullah Armin Čurt iz Sirije putem društvene mreže Facebook uputio prijetnje smrću. On je tom prilikom poručio: "A Kavazovića ćemo također obezglaviti, odavno je to zaslužio".
Godine 2016. islamski ekstremista iz Siriji Amir Selimović je iz te zemlje izravno zaprijetio Kavazoviću zbog akcije koju je tada povela Islamska zajednica u Bosni i Hercegovini kako bi se u ovoj zemlji rasformirale ilegalne vjerske zajednice koje su formirali samozvani imami-propagatori radikalnog islamizma. Selimović je tom prilikom poručio "Molim Allaha da reis-ul-ulemu u Bosni i Hercegovini Huseina Kavazovića i njegove sljedbenike .... zakoljem nasred Baščaršije.
Godine 2017. u izdanju ISIL-ovog magazina Rumiyah (Rim) propagandisti te organizacije pozvali su svoje simpatizere da ubijaju šejhove tavagita (sve ono što se obožava mimo Alaha, a što simpatizeri ove ideologije koriste da opravdaju ubijanje nevinih ljudi). Uz tekst je objavljena fotografija reis-ul-uleme Huseina ef. Kavazovića, kao i fotografije muftija Islamske zajednice u Bosni i Hercegovini, koje su opisali kao murteddske (otpadnici od islama) vođe neislamske zajednice. U magazinu je tom prilikom naglašavano da je "ubijanje murtedda draže i priječe od ubijanja pravih kafira (nervjernika)".

## Djela
- Dvije kodifikacije šerijatskog porodičnog prava (Sarajevo, 2012)
- Kodifikacija šerijatskog građanskog prava na temeljima hanefijske pravne škole (Sarajevo, 2019)
- Prijevod i komentar na djelo: Muḥammad Qadrī paše, Murshid al-Ḥayrān: Kodifikacija šerijatskog imovinskog prava (Sarajevo, 2019.)
- Prirodno pravo kod Mu'tazila (Sarajevo, 2019.)

## Citati
- »Te nezaštićene ljude ubili su četnici i ako želite da im se osvetite uzmite pušku i idite na linije obrane, a svoj gnjev nipošto nemojte da ispoljavate na Srbima koji žive na prostoru pod kontrolom Armije RBiH, niti nad srpskim oficirima bilo gdje. Jer Srebreničane su pobili četnici, a svi Srbi nisu četnici.«
  - Husein ef. Kavazović nakon genocida u Srebrenici, 1995.

- »Mekteb je najvažnija ustanova unutar Islamske zajednice.[14]«
  - Husein ef. Kavazović, 2022.

## Vanjske poveznice

### Sestrinski projekti
|  | Zajednički poslužitelj ima još gradiva o temi Husein Kavazović |
|  | Wikicitati imaju zbirke citata o temi Husein Kavazović         |

### Mrežna mjesta
- Husein ef. Kavazović na islamskazajednica.ba